# Melinda Nadj Abonji
Melinda Nadj Abonji (Bečej, 22 giugno 1968) è una scrittrice, musicista, artista di Performance Art ungherese naturalizzata svizzera.
È nota soprattutto, oltre che nei suoi due Paesi, in Germania - dove le è stato conferito, nel 2010, il prestigioso Deutscher Buchpreis per il romanzo Tauben fliegen auf, lei la prima svizzera - ed in Serbia - dove peraltro è nata, al tempo della Iugoslavia, ma dalla quale si è trasferita all'età di cinque anni. Vivendo poi nella Svizzera tedesca, lei, di madrelingua ungherese perché appartenente ad una minoranza, ha perfettamente imparato anche il tedesco, ambientandosi molto più facilmente dei genitori. Tutta la sua vicenda biografica costituisce il tema del pluripremiato Tauben fliegen auf. Sempre nel 2010 e sempre per Tauben fliegen auf, le è stato conferito lo Schweizer Buchpreis.
Come musicista e cantante, suona il violino e canta da solista. In Svizzera, è membro dell'Accademia degli Autori svizzeri. Come autrice, è inoltre intervenuta su temi letterari e non in diverse riviste e periodici.

## Opere tradotte in italiano
- Come l'aria, traduzione di Roberta Gado, Voland, Roma 2012 ISBN 978-88-6243-118-7. Titolo originale: Tauben fliegen auf, 2010.

- Soldato Tartaruga, traduzione di Roberta Gado, Keller editore, Rovereto (TN) 2021 ISBN 978-88-99911-93-5. Titolo originale: Schildkrötensoldat, 2017.